# Panopsis mucronata
Panopsis mucronata är en tvåhjärtbladig växtart som beskrevs av José Cuatrecasas. Panopsis mucronata ingår i släktet Panopsis och familjen Proteaceae. Inga underarter finns listade i Catalogue of Life.